# Iredaleoconcha
Iredaleoconcha é um género de gastrópode  da família Helicarionidae.
Este género contém as seguintes espécies:
- Iredaleoconcha caporaphe